# Barsanofio
Barsanofio  è un nome proprio di persona italiano maschile.

## Varianti
- Maschili: Barsanufio[2][3], Barsanofrio[2][3], Barsanorio

### Varianti in altre lingue
- Catalano: Barsanufi
- Francese: Barsanuphe
- Greco antico: Barsanophios[2], Βαρσανούφιος (Barsanouphios)
- Latino: Barsanophius[1], Barsanuphius[2]
- Polacco: Barsanufiusz, Warsonofiusz
- Portoghese: Barsanúfio
- Rumeno: Varsanufie
- Russo: Варсонофий (Varsonofij)
- Serbo: Варсонуфије (Varsonufije)
- Spagnolo: Barsanufio
- Ucraino: Варсонофій (Varsonofij)

## Origine e diffusione

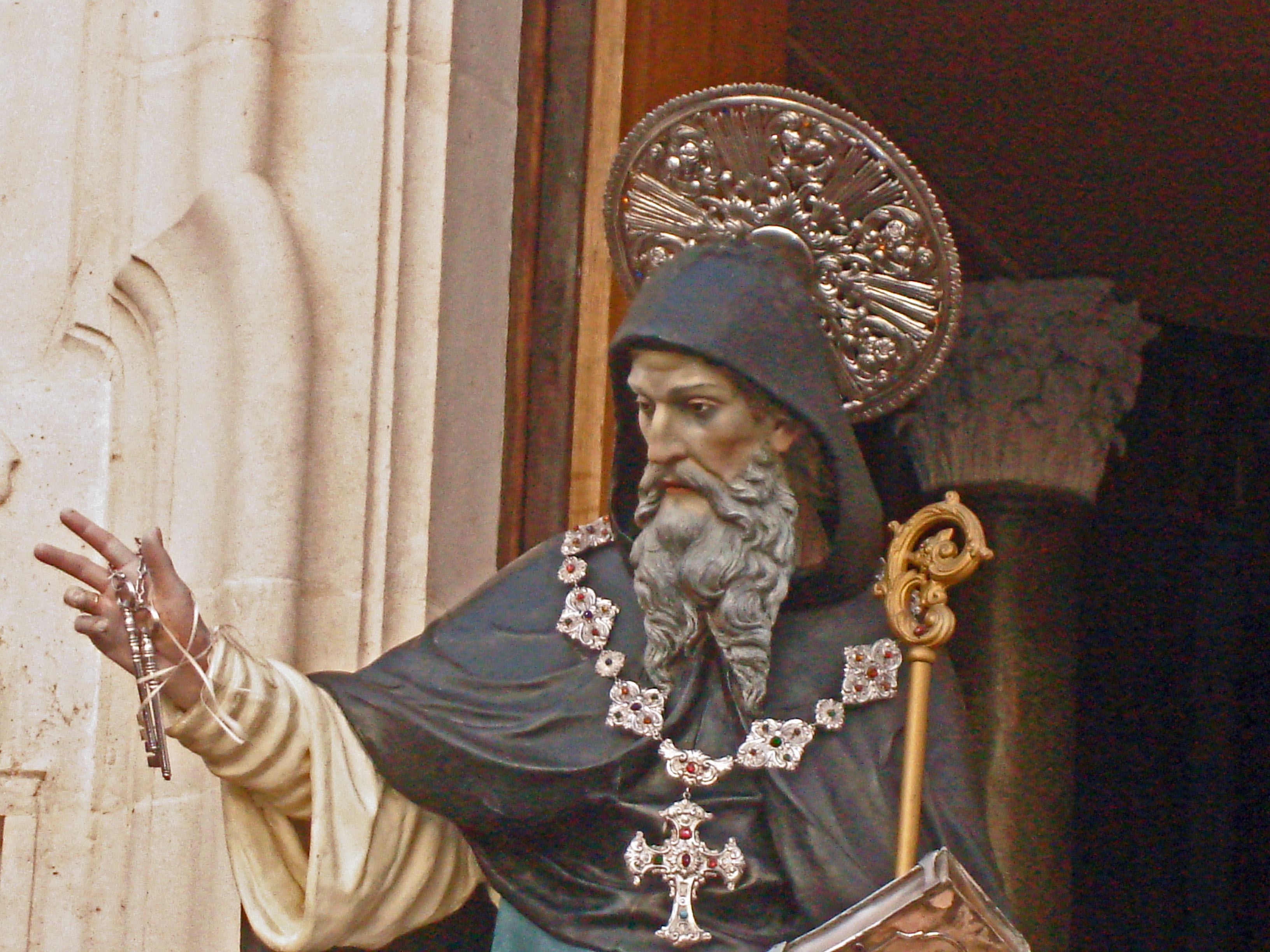
Statua raffigurante san Barsanofio a Oria

Il nome, già in uso nella forma greca Barsanophios e latina Barsanuphius, risale probabilmente ad un patronimico aramaico, in cui il primo elemento bar significa "figlio di" mentre il secondo potrebbe essere un nome non identificabile (forse di lontana origine egiziana, come in Onofrio) o un termine che significa "giudice". Ad oggi rarissimo, è circoscritto ad alcune aree della Puglia, riflesso della venerazione locale del santo Barsanufio o Barsanofio.

## Onomastico
L'onomastico viene festeggiato l'11 aprile in ricordo del santo anacoreta di origine egiziana Barsanufio, detto il Grande Anziano del Deserto, patrono della città e della diocesi di Oria (Brindisi); a Oria è festeggiato al 30 agosto, ricorrenza della duplice traslazione delle reliquie del Santo e festa liturgica diocesana. Con questo nome si ricorda anche san Barsanufio di Optina, monaco a Optina, commemorato dalla Chiesa ortodossa il giorno 1º aprile.

## Persone

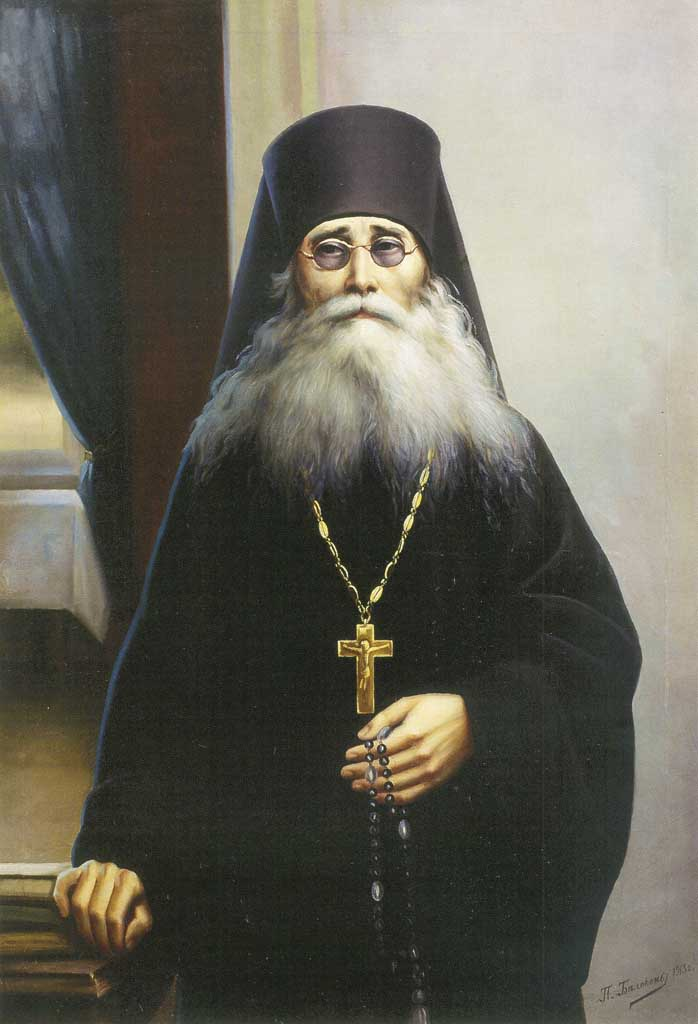
Barsanufio di Optina

- Barsanofio, anacoreta e santo egiziano
- Barsanofio Pasquale Marsella (1880 – 1973), storico e presbitero italiano

### Variante Barsanufio
- Barsanufio di Optina, monaco e santo russo